# أكاديمية دنبروبتروفسك الطبية
أكاديمية دنبروبتروفسك الطبية (بالأوكرانية: Дніпропетровська медична академія) أكاديمة طبية تقع في مدينة دنبروبتروفسك في الوسط الشرقي لأوكرانيا. ويدرس في هذه الأكاديمية العديد من الطلاب في الاختصاصات الطبية المختلفة و من مختلف الجنسيات مثل: الصين، الهند، نيجيريا، سوريا، الكويت، الأردن، السعودية، تونس، المغرب، فلسطين، العراق، أمريكا، كندا، ألمانيا، باكستان، ماليزيا ،روسيا، بيلاروسيا، تركيا، أذربيجان.

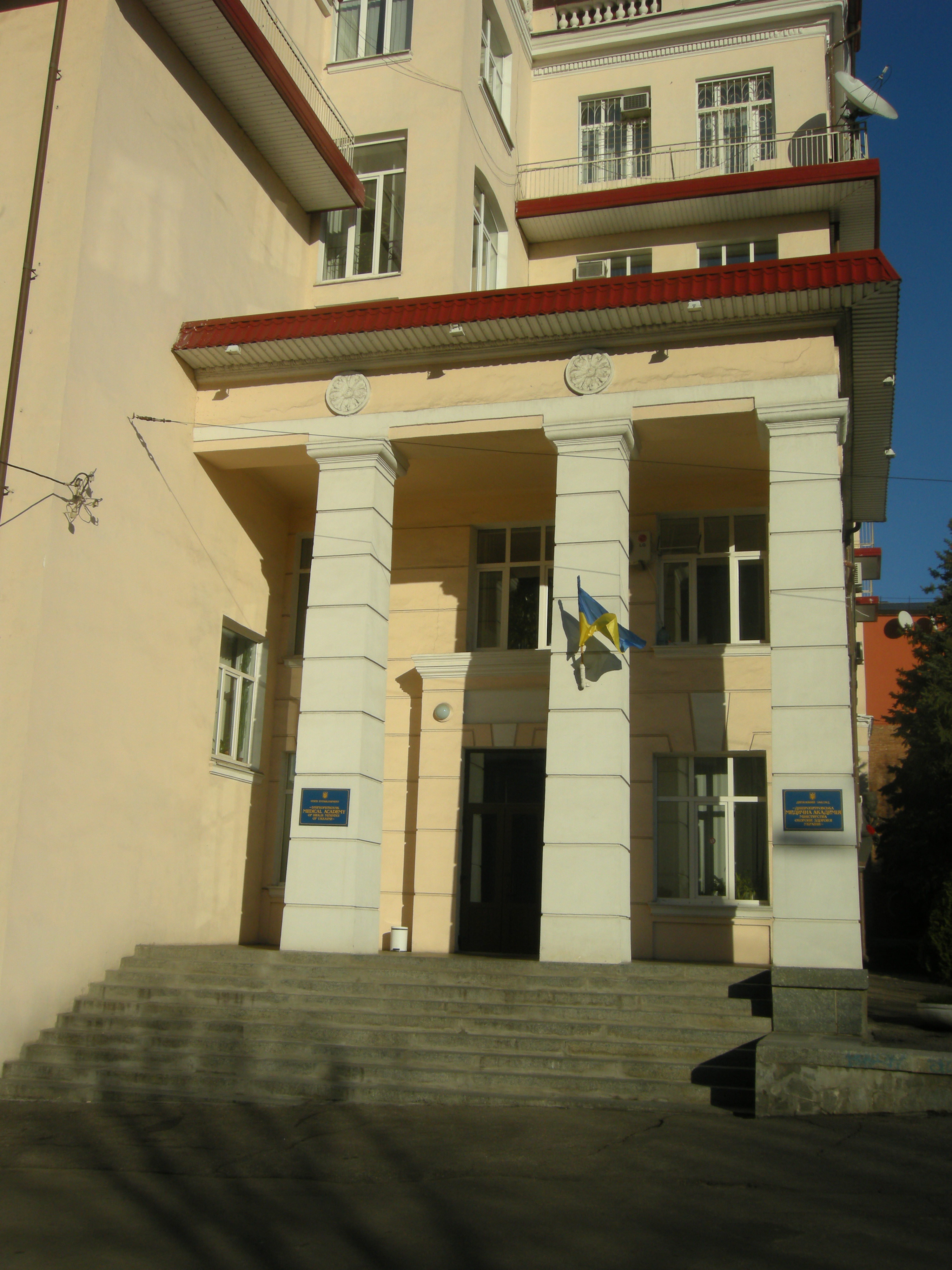